# هشام جمال
هشام جمال منتج وملحن ومُغَنٍ ومؤلف وممثل ومخرج مِصري، أنتج كثيرًا من الأعمال التلفازية، وهو مالك شركة روزناما ريكوردز، وهي شركة إنتاج موسيقى مصرية.

## حياته
منتج مؤلف موسيقي مصري مواليد عام 1993. يعتبر هشام  أصغر منتج حيث أنشأ شركة «روزناما ريكوردز» وهي شركة إنتاج موسيقى مصرية أسسها عام 2010 وعمره 16 عاماً، بدأت شركته في إنتاج أول عمل وهو فيديو كليب للممثل والمطرب أحمد مكي بأغنية «فيسبوكي» والتي حققت نجاحاً كبيراً، كما تعاقدت الشركة مع أنغام على أغنيتين وهما «أنا ساندة عليك» و«أجمل مكان».
أنتجت الشركة أول ألبومات دنيا سمير غانم في أكتوبر 2013 وشمل 9 أغنيات، وكان أول عمل درامي للشركة هو مسلسل«لهفة» بطولة دنيا سمير غانم في رمضان 2015، كما أنتجت في 2016 مسلسل نيللي وشريهان الذي تقوم ببطولتة دنيا وشقيقتها إيمي سمير غانم وفي 2017 مسلسل «في اللا لا لاند» وفي 2019 مسلسل «بدل الحدوتة 3»، كما أسس هشام جمال فريق غنائي بعنوان«بوي باند» وهو أحد أعضائها وأصدروا أولى أغنياتهم بعنوان «عيشها بدماغك» في يوليو 2014، وبعدها أصدرت عددًا من الأغنيات من بينها «فوق من اللي انتَ فية» «المصالح» «الصحاب» «الوقت عدونا» «صورة باهتة» «زمن الرجولة» «حبيبتي وصحبيتي وبنتي» «نكته باينه» «حابب نفسي» بمشاركه دايلر. ويعد من أهم الفرق المصرية التي حققت شعبيه كبيره في وقت قصير من الشباب والاطفال.
قام بإخراج عدة برامج تلفزيونية من ضمنها «تلاته في واحد» «ميس اندرستاند 1» تقدمهما الفنانه شيماء سيف. كما خاض تجربة التمثيل كأول بطوله مطلقه له في مسلسل «في بيتنا روبوت» والذي تم عرضه سنه 2021 وشاركه في البطولة ليلى احمد زاهر وعمرو وهبه وشيماء سيف.
صرح في التاسع من يناير 2024 عبر حسابه على الانستغرام ارتباطه بالممثلة ليلى أحمد زاهر ، وعُقد قرانهما يوم 14 أبريل 2025 بقصر الأمير محمد علي وسط حضور عدد من النجوم والفنانين.

## تأليف
- في بيتنا روبوت (مسلسل)
- نيللي وشريهان[6][7][8]
- لهفة (مسلسل)[9][10]
- إعلان ارسم قلب[11][12][13]
- أغنية فيسبوكي للفنان أحمد مكي
- أغنية يا ساتر يارب تامر حسني
- البوم قصة شتا ل دنيا سمير غانم
- إنتاج أغنية (انا ساندة عليك، أجمل مكان) انغام
- برنامج تلاتة في واحد تقدمه شيماء سيف
- في ال لا لا لاند (مسلسل)[14][15]
- بدل الحدوتة تلاتة (مسلسل)
- برنامج ميس اندرستاند 1 تقدمه شيماء سيف

## وصلات خارجية
- هشام جمال على موقع IMDb (الإنجليزية)
- هشام جمال على موقع الدهليز
- هشام جمال على موقع قاعدة بيانات الأفلام العربية
- هشام جمال على موقع قاعدة بيانات الفيلم (الإنجليزية)